# Karin Ruckstuhl

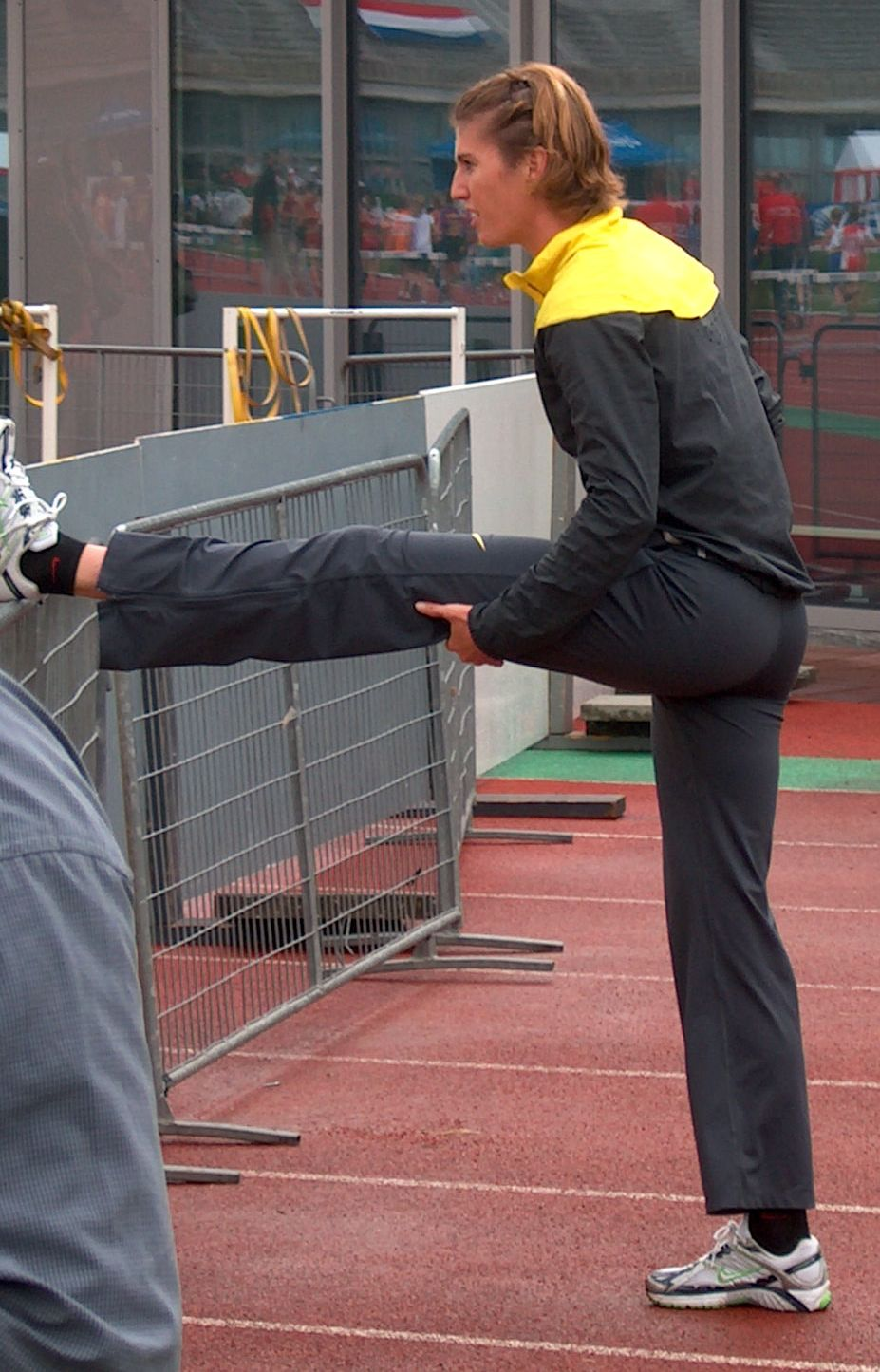
Karin Ruckstuhl 2007

Karin Nathalie Ruckstuhl (* 2. November 1980 in Baden) ist eine in der Schweiz geborene niederländische Leichtathletin. Bei einer Körpergröße von 1,81 m beträgt ihr Wettkampfgewicht 65 kg.
Bei den Europameisterschaften 2002 kam Ruckstuhl mit 5858 Punkten auf Platz 14 im Siebenkampf. Nach Platz 16 mit 6108 Punkten bei Olympia 2004 belegte sie 2005 bei den Weltmeisterschaften Platz 8 mit 6174 Punkten. Bei den Europameisterschaften 2006 belegte sie den zweiten Platz mit neuem niederländischem Landesrekord von 6423 Punkten. Siegerin wurde die Schwedin Carolina Klüft.
Bei den Hallenweltmeisterschaften 2006 gewann Ruckstuhl mit 4607 Punkten Silber im Fünfkampf. Bei den Halleneuropameisterschaften 2007 gewann sie mit 4801 Punkten Bronze hinter Carolina Klüft und Kelly Sotherton.